# Dodecastigma
Dodecastigma é um género botânico pertencente à família Euphorbiaceae.

## Espécies
- Dodecastigma amazonicum
- Dodecastigma integrifolium
- Dodecastigma mazarunense

## Nome e referências
Dodecastigma Ducke